# Општина Роата Де Жос (Ђурђу)
Роата Де Жос (рум. Roata De Jos) општина је у Румунији у округу Ђурђу.
Oпштина се налази на надморској висини од 100 m.